# Goworek (szczyt)
Goworek (1320 m n.p.m., czes. Hraniční skály) – szczyt w Masywie Śnieżnika w Sudetach Wschodnich; bliźniaczy z Małym Śnieżnikiem. 

## Położenie i opis
Leży na granicy polsko-czeskiej, pomiędzy szczytami Puchacza i Małego Śnieżnika. Jest dobry punktem widokowym na całą Kotlinę Kłodzka. Podejście od strony południowej jest długie, strome i wyczerpujące; na nim także są dobre miejsca widokowe na czeską (morawską) stronę Masywu Śnieżnika.

Zbudowany jest z gnejsów należących do metamorfiku Lądka i Śnieżnika. Szczyt i jego okolice pokryte są gołoborzem.

## Szlaki turystyczne
Przez szczyt przechodzi  szlak turystyczny z Międzylesia na Halę pod Śnieżnikiem.